# Bezpečnostní dveře
Bezpečnostní dveře jsou vstupní dveře, které chrání před vykradením, hlukem či pachy z okolí.

## Druhy bezpečnostních dveří
Bezpečnostní dveře se vyrábí v bezpečnostních třídách 1 až 6. Tyto bezpečnostní třídy jsou stanoveny normou Evropské unie. Nejčastěji používaná ochrana je třída 3, nejvyšší bezpečnostní třída 6 je spíše výjimkou. Dveře jsou zařazovány do bezpečnostních tříd například podle počtu jistících bodů, které při uzamčení kotví dveře do zárubně či podlahy. Třída je tak stanovena podle možností překonání dveří zlodějem a také podle nářadí a úsilí, které je nutné k překonání dveří.

## Základní parametry bezpečnostních dveří
Základní parametry bezpečnostních dveří uvádí certifikát, který stanoví, co vše by měly dveře vydržet a čemu by měly odolat. Od certifikace výrobku se pak odvíjí i případná výše pojistky. Důležité jsou i zárubně, protože nainstalovat dveře do nevyhovujících (např. starších) zárubní může přinášet rizika a dveře pak nemusí 100% plnit svou funkci.